# Климов, Евгений Александрович (кёрлингист)
Евге́ний Алекса́ндрович Кли́мов (род. 22 ноября 1993, Санкт-Петербург) — российский кёрлингист.
Мастер спорта России (кёрлинг), мастер спорта международного класса (2016). Входит в сборную России по кёрлингу.
В составе мужской сборной России участник зимних Олимпийских игр 2022 (заняли восьмое место). Участник турнира по кёрлингу на зимней Универсиаде 2017.
В «классическом» кёрлинге (команда из четырёх человек одного пола) в основном играет на позициях второго и первого.
Начинал заниматься кёрлингом в Ленинградской области.
Закончил Санкт-Петербургское училище олимпийского резерва №2 и Национальный государственный университет физической культуры, спорта и здоровья имени П. Ф. Лесгафта (Санкт-Петербург).
Выступает за клуб «Адамант» (Санкт-Петербург) с сезона 2013—2014.

## Достижения
- Чемпионат России по кёрлингу среди мужчин: золото (2014, 2019, 2020, 2021, 2024, 2025), серебро (2015, 2016, 2018), бронза (2022).
- Кубок России по кёрлингу среди мужчин: золото (2016, 2023, 2024), серебро (2013, 2014, 2020), бронза (2018, 2022).
- Чемпионат России по кёрлингу среди смешанных команд: золото (2015, 2020).
- Кубок России по кёрлингу среди смешанных команд: золото (2018), серебро (2010, 2019).
- Кубок России по кёрлингу среди смешанных пар: бронза (2019).
- В составе сборной Санкт-Петербурга: победитель первенства России среди юниоров 2013, победитель Зимней спартакиады молодежи России 2012.
- Победитель международного турнира «Red Square Classic-2014» (Москва, Красная площадь).
- Победитель международного турнира «Кубок Балтики-2014».

## Команды
| Сезон                                               | Четвёртый        | Третий                  | Второй               | Первый             | Запасной                                             | Турниры                               |
| --------------------------------------------------- | ---------------- | ----------------------- | -------------------- | ------------------ | ---------------------------------------------------- | ------------------------------------- |
| 2009—10                                             | Алексей Тимофеев | Денис Курицев           | Максим Плешанов      | Евгений Климов     |                                                      | ЧРМ 2010 (12 место)                   |
| 2010—11                                             | Алексей Тимофеев | Денис Курицев           | Максим Плешанов      | Евгений Климов     | Пантелеймон Лаппо                                    | КРМ 2010 (14 место)                   |
| 2011—12                                             | Алексей Тимофеев | Денис Курицев           | Максим Плешанов      | Евгений Климов     | Иван Александров                                     | КРМ 2011 (9 место)                    |
| 2013—14                                             | Алексей Целоусов | Артём Шмаков            | Алексей Тимофеев     | Евгений Климов     |                                                      | КРМ 2013                              |
| 2013—14                                             | Алексей Целоусов | Артём Шмаков            | Пётр Дрон            | Евгений Климов     | Алексей Тимофеев                                     | ЧРМ 2014                              |
| 2014—15                                             | Алексей Целоусов | Артём Шмаков            | Алексей Тимофеев     | Евгений Климов     | Виктор Воробьёв                                      | ЧРМ 2015                              |
| 2015—16                                             | Артур Али        | Артур Ражабов           | Евгений Климов       | Пётр Дрон          |                                                      |                                       |
| 2015—16                                             | Алексей Целоусов | Евгений Климов          | Алексей Тимофеев     | Артём Шмаков       | Александр Быстров                                    | ЧРМ 2016                              |
| 2016—17                                             | Алексей Тимофеев | Алексей Целоусов        | Даниил Горячев       | Евгений Климов     |                                                      | КРМ 2016                              |
| 2016—17                                             | Алексей Тимофеев | Тимур Гаджиханов        | Артур Ражабов        | Артур Али          | Евгений Климов тренер: Александр Козырев             | ЗУ 2017 (8 место)                     |
| 2016—17                                             | Алексей Целоусов | Алексей Тимофеев        | Даниил Горячев       | Евгений Климов     | Владимир Расхорошин                                  | ЧРМ 2017 (8 место)                    |
| 2017—18                                             | Алексей Тимофеев | Артём Шмаков            | Артур Ражабов        | Евгений Климов     | Сергей Глухов тренеры: Александр Козырев Игорь Минин | ЧЕ 2017 (6 место)                     |
| 2017—18                                             | Алексей Целоусов | Алексей Тимофеев        | Даниил Горячев       | Евгений Климов     |                                                      | КРМ 2017 (4 место)                    |
| 2017—18                                             | Алексей Тимофеев | Сергей Глухов           | Артур Ражабов        | Евгений Климов     | Артём Шмаков тренер: Александр Козырев               | ЧМ 2018 (9 место)                     |
| 2017—18                                             | Алексей Целоусов | Алексей Тимофеев        | Евгений Климов       | Александр Быстров  |                                                      | ЧРМ 2018                              |
| 2018—19                                             | Сергей Глухов    | Артур Али               | Дмитрий Миронов      | Антон Калалб       | Евгений Климов тренер: Александр Козырев             | ЧМ 2019 (9 место)                     |
| 2018—19                                             | Алексей Тимофеев | Алексей Стукальский     | Артур Ражабов        | Евгений Климов     |                                                      | КРМ 2018                              |
| 2018—19                                             | Алексей Тимофеев | Даниил Горячев          | Алексей Стукальский  | Артур Ражабов      | Евгений Климов                                       | ЧРМ 2019                              |
| 2019—20                                             | Артур Ражабов    | Евгений Климов          | Пантелеймон Лаппо    | Константин Несслер | Николай Филаретов                                    | КРМ 2019 (5 место)                    |
| 2020—21                                             | Алексей Тимофеев | Даниил Горячев          | Евгений Климов       | Артур Ражабов      | Александр Быстров тренер: Анастасия Брызгалова       | КРМ 2020 · ЧРМ 2020                   |
| 2020—21                                             | Сергей Глухов    | Евгений Климов          | Дмитрий Миронов      | Антон Калалб       | Даниил Горячев тренер: Александр Козырев             | ЧМ 2021 (4 место)                     |
| 2020—21                                             | Алексей Тимофеев | Даниил Горячев          | Евгений Климов       | Артур Ражабов      | Александр Быстров тренер: Пётр Дрон                  | ЧРМ 2021                              |
| 2021—22                                             | Сергей Глухов    | Евгений Климов          | Дмитрий Миронов      | Антон Калалб       | Даниил Горячев тренер: Александр Козырев             | ЧЕ 2021 (12 место) ЗОИ 2022 (8 место) |
| 2021—22                                             | Алексей Тимофеев | Александр Крушельницкий | Даниил Горячев       | Артур Ражабов      | Евгений Климов тренер: П.Д. Дрон, А.К. Брызгалова    | ЧРМ 2022                              |
| 2022—23                                             | Сергей Глухов    | Артур Али               | Евгений Климов       | Антон Калалб       | Дмитрий Миронов тренеры: А.Н. Козырев, Е.А. Жиделев  | КРМ 2022                              |
| 2022—23                                             | Сергей Глухов    | Евгений Климов          | Дмитрий Миронов      | Антон Калалб       | Артур Али тренеры: А.Н. Козырев, Е.А. Жиделев        | ЧРМ 2023 (5 место)                    |
| 2023—24                                             | Алексей Тимофеев | Александр Крушельницкий | Артур Ражабов        | Даниил Горячев     | Евгений Климов тренеры: А.К. Брызгалова, П.Д. Дрон   | КРМ 2023 · ЧРМ 2024                   |
| 2024—25                                             | Алексей Тимофеев | Артур Ражабов           | Евгений Климов       | Даниил Горячев     | Александр Терентьев тренер: П.Д. Дрон                | КРМ 2024                              |
| 2024—25                                             | Алексей Тимофеев | Александр Крушельницкий | Артур Ражабов        | Даниил Горячев     | Евгений Климов тренеры: А.К. Брызгалова, П.Д. Дрон   | ЧРМ 2025                              |
| Кёрлинг среди смешанных команд (mixed curling)      |                  |                         |                      |                    |                                                      |                                       |
| 2010—11                                             | Алексей Целоусов | Алина Ковалёва          | Алексей Камнев       | Юлия Задорожная    | Евгений Климов                                       | КРСК 2010                             |
| 2012—13                                             | Алина Ковалёва   | Алексей Тимофеев        | Мария Комарова       | Евгений Климов     | Анна Ефимова                                         | ЧРСК 2013 (7 место)                   |
| 2013—14                                             | Артём Шмаков     | Ульяна Васильева        | Евгений Климов       | Оксана Богданова   |                                                      | ЧРСК 2014 (9 место)                   |
| 2014—15                                             | Алексей Целоусов | Алина Ковалёва          | Ульяна Васильева     | Евгений Климов     |                                                      | ЧРСК 2015                             |
| 2015—16                                             | Ульяна Васильева | Алексей Целоусов        | Екатерина Кузьмина   | Евгений Климов     | тренер: Игорь Минин                                  | ЧМСК 2015 (4 место)                   |
| 2016—17                                             | Евгений Климов   | Мария Комарова          | Александр Быстров    | Олеся Глущенко     |                                                      | ЧРСК 2017 (7 место)                   |
| 2017—18                                             | Алина Ковалёва   | Алексей Тимофеев        | Ульяна Васильева     | Евгений Климов     |                                                      | ЧРСК 2018 (4 место)                   |
| 2018—19                                             | Алина Ковалёва   | Алексей Тимофеев        | Ульяна Васильева     | Евгений Климов     |                                                      | КРСК 2018                             |
| 2018—19                                             | Алина Ковалёва   | Алексей Тимофеев        | Екатерина Кузьмина   | Евгений Климов     |                                                      | ЧРСК 2019 (5 место)                   |
| 2019—20                                             | Алексей Тимофеев | Ирина Низовцева         | Евгений Климов       | Вера Тюлякова      |                                                      | КРСК 2019                             |
| 2019—20                                             | Алексей Тимофеев | Ирина Низовцева         | Евгений Климов       | Надежда Белякова   | тренер: А.К. Брызгалова                              | ЧРСК 2020                             |
| 2020—21                                             | Алексей Тимофеев | Ирина Низовцева         | Евгений Климов       | Вера Тюлякова      | тренер: Пётр Дрон                                    | ЧРСК 2021 (9 место)                   |
| 2021—22                                             | Алексей Тимофеев | Алина Ковалёва          | Евгений Климов       | Екатерина Кузьмина |                                                      | ЧРСК 2022 (7 место)                   |
| 2024—25                                             | Ирина Низовцева  | Евгений Климов          | Валерия Мирошниченко | Глеб Лясников      | тренер: Ирина Низовцева                              | ЧРСК 2025 (8 место)                   |
| Кёрлинг среди смешанных пар (mixed doubles curling) |                  |                         |                      |                    |                                                      |                                       |
| 2012—13                                             | Евгений Климов   | Елена Ефимова           |                      |                    |                                                      | КРСП 2012 (5 место)                   |
| 2015—16                                             | Евгений Климов   | Екатерина Кузьмина      |                      |                    |                                                      | КРСП 2015 (4 место)                   |
| 2015—16                                             | Евгений Климов   | Екатерина Кузьмина      |                      |                    |                                                      | ЧРСП 2016 (13 место)                  |
| 2017—18                                             | Алина Ковалёва   | Евгений Климов          |                      |                    |                                                      | ЧРСП 2018 (13 место)                  |
| 2019—20                                             | Вера Тюлякова    | Евгений Климов          |                      |                    |                                                      | КРСП 2019                             |
| 2023—24                                             | Ульяна Васильева | Евгений Климов          |                      |                    | тренер: А.К. Брызгалова                              | ЧРСП 2024 (20 место)                  |
| 2024—25                                             | Диана Маргарян   | Евгений Климов          |                      |                    | тренеры: П.Д. Дрон, А.В. Тимофеев                    | ЧРСП 2025 (16 место)                  |

(скипы выделены полужирным шрифтом)